# Hoàng hậu Maya

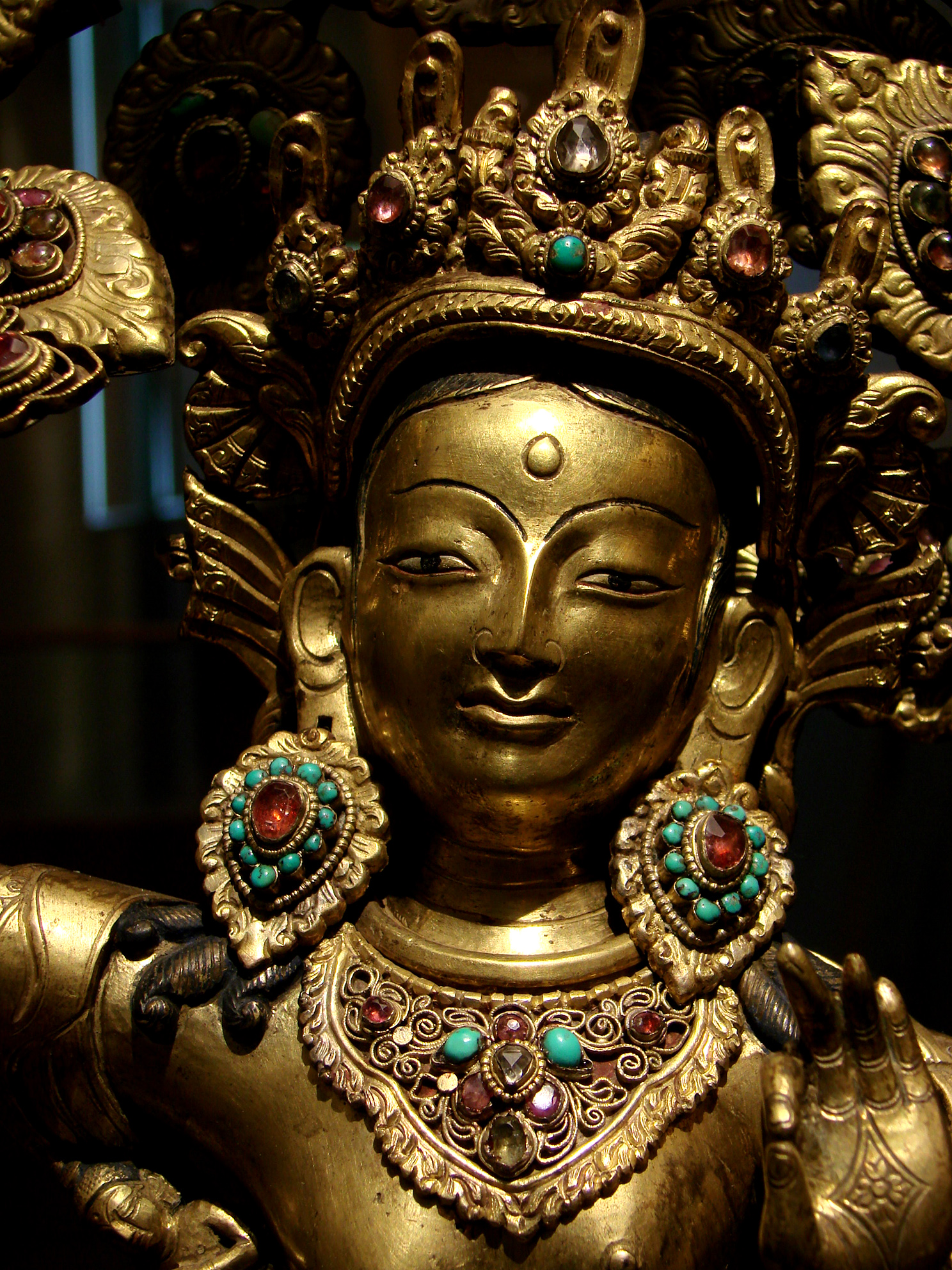
Bức tượng hoàng hậu Maya ra đời vào thế kỷ 19 tại Nepal, trưng bày tại bảo tàng Guimet, Paris.

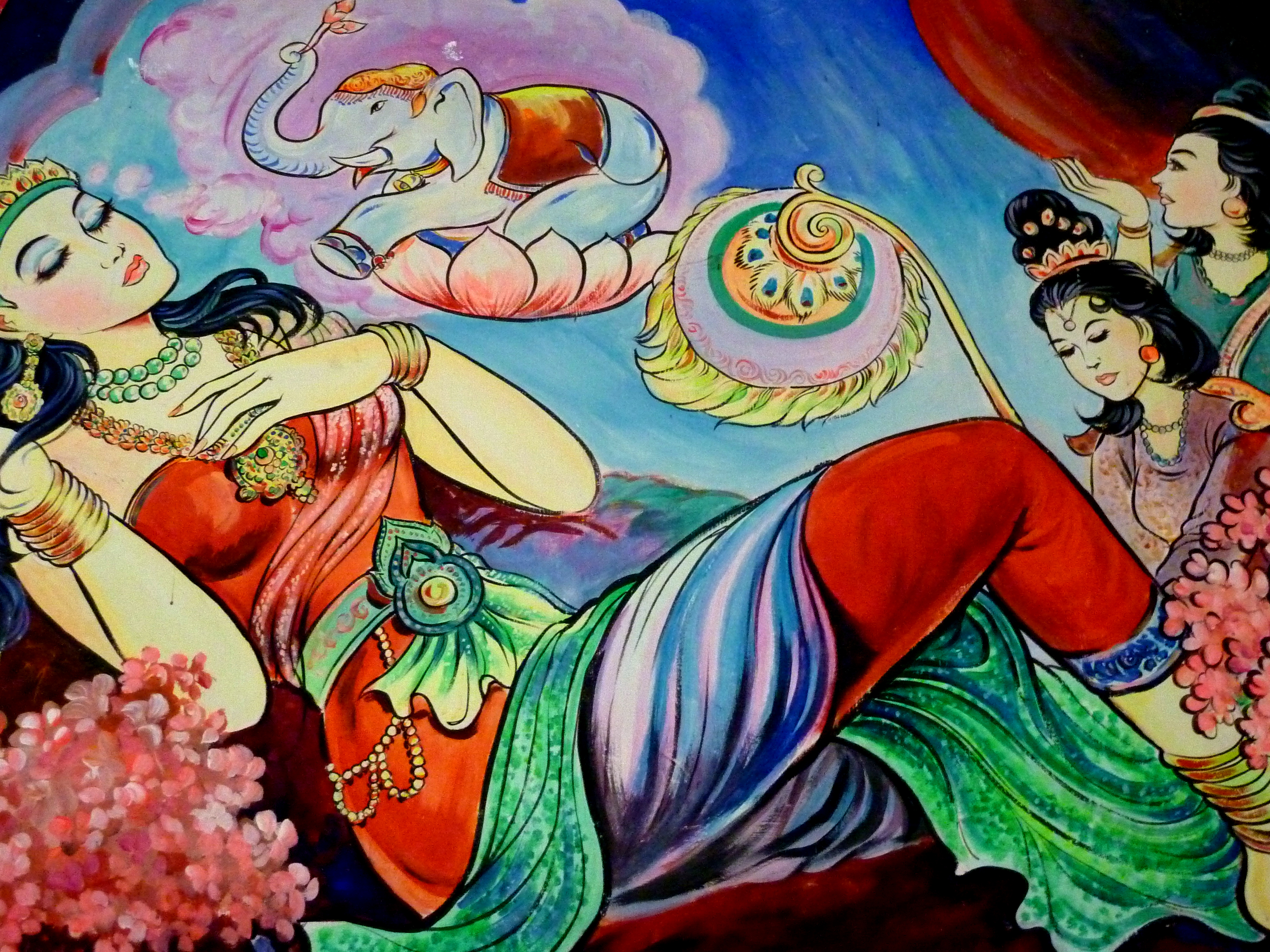
Tranh vẽ Giấc mơ voi trắng của hoàng hậu Maya

Hoàng hậu Maya (Māyādevī, ? - 563 TCN) là vợ của vua Tịnh Phạn, là mẹ ruột của Phật Thích Ca và là chị gái của Mahà Pajàpati (Mahāpajāpatī Gotamī, phiên âm: Ma-ha Ba-xà-ba-đề) - mẹ kế và cũng là tỳ kheo ni đầu tiên trong giáo đoàn của Phật Thích Ca.

## Lịch sử
Theo truyền thuyết trong đạo Phật thì hoàng hậu Maya qua đời sau khi sinh ra Tất-đạt-đa Cồ-đàm được 7 ngày, và tái sinh vào cõi trời. Vì vậy, người em gái của bà là Mahà Pajàpati (Ma-ha Ba-xà-ba-đề) đã kết hôn với vua Tịnh Phạn và nuôi con của chị.
Maya nghĩa là "tình yêu" trong tiếng Phạn. Trong tiếng Tây Tạng, bà được gọi là Gyutrulma và trong tiếng Nhật, bà được biết đến với tên Maya-fujin (摩耶夫人).

## Cuộc đời
Maya kết hôn với vua Tịnh Phạn - người cai trị tộc Śākya ở thành Kapilavastu (Ca-tỳ-la-vệ). Bà là con gái của chú của nhà vua, vì vậy, bà là em họ của chồng; cha của bà là vua của vùng Devadaha.

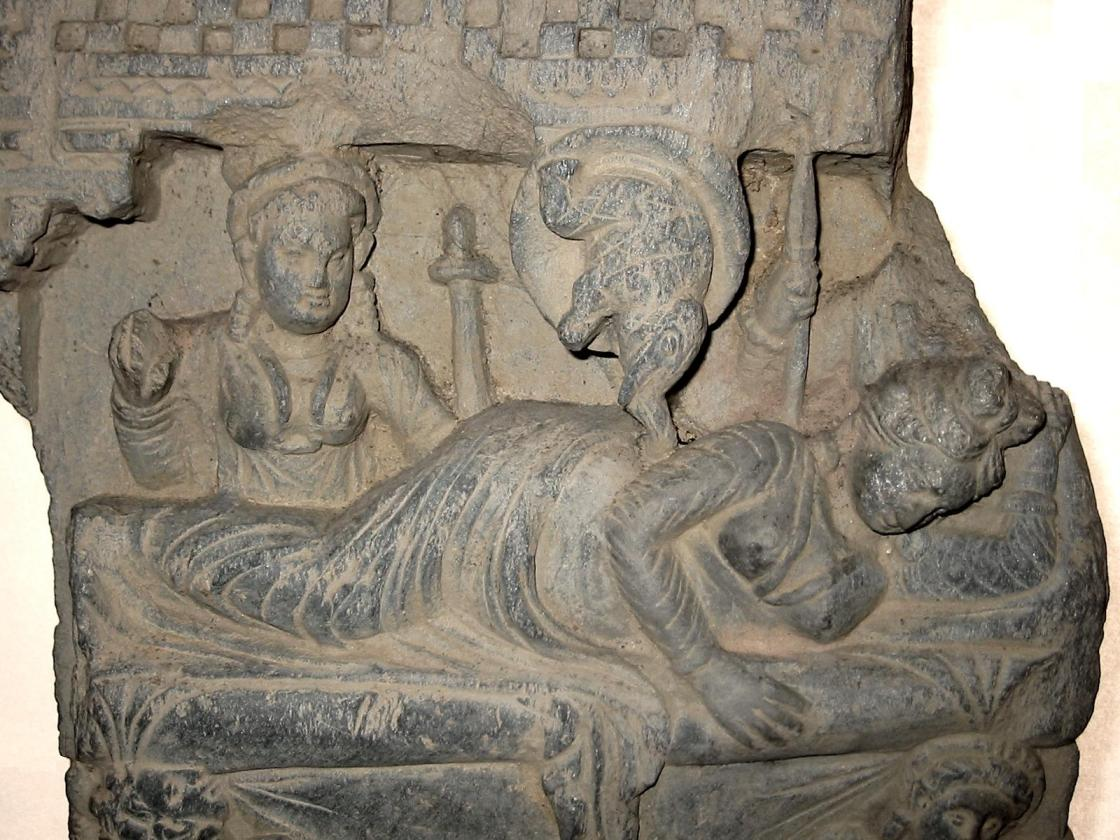
Giấc mơ voi trắng của hoàng hậu Maya, ra đời vào khoảng thế kỷ thứ 2 hoặc 3 sau công nguyên

Hoàng hậu Maya và vua Tịnh Phạn đã không có con trong 20 năm đầu hôn nhân. Theo truyền thuyết, vào một đêm trăng tròn, đang ngủ trong hoàng cung, hoàng hậu đã có một giấc mơ đẹp kì lạ. Bà cảm thấy được chở đi bởi 4 thiên thần đến hồ Anotatta bên dãy Himalaya (Hy Mã Lạp Sơn). Sau khi tắm trong hồ, các thiên thần đã mặc cho bà bộ quần áo của cõi trời, xức dầu thơm cho bà, và trang điểm cho bà bằng những bông hoa tuyệt đẹp. Ngay sau đó, một con voi trắng, giữ một bông hoa sen trắng bằng vòi xuất hiện và đi vòng quanh bà 3 lần, đi vào dạ con của bà từ phía bên phải. Cuối cùng, con voi biến mất, hoàng hậu thức giấc và biết rằng bà đã mang một thông điệp quan trọng, vì voi là biểu tượng thiêng liêng ở Ấn Độ.
Truyền thuyết Ấn Độ cho rằng, hồi xưa khi Ấn Độ chỉ có đạo Bà La Môn, thần Vishnu cho Thái tử xuống đầu thai làm con trai của vua Tịnh Phạn và hoàng hậu Maya. 
Trong khi giả thiết Phật giáo cho rằng, tiền kiếp của Phật là bồ-tát Setaketu, cư trú ở cõi trời Đẩu-suất. Vị này quyết định biến hình thành một con voi trắng 6 ngà, nhập thai vào bà Maya cho lần tái sinh cuối cùng để thành Phật ở nhân gian. Hoàng hậu Maya đã sinh ra Tất-đạt-đa Cồ-đàm vào năm 624 hoặc 563 trước công nguyên. Quá trình mang thai diễn ra trong 10 tuần trăng. Theo phong tục, hoàng hậu phải trở về quê nhà cho việc sinh nở. Trên đường về, bà ra khỏi kiệu và đi bộ dưới bóng cây sala, trong khu vườn hoa rực rỡ ở vườn Lâm-tỳ-ni, Nepal. Hoàng hậu Maya rất thích khu vườn và hạ sinh thái tử khi đang đứng và giữ một cành cây sala. Khi hoàng tử Tất-đạt-đa đã bước ra từ bên hông phải. Đó là ngày 8 tháng 4 âm lịch. Một số người nói bà đã tắm cho hoàng tử trong một cái ao ở vùng đó. Nhưng truyền thuyết cho rằng các thiên thần đã tạo ra mưa để tắm cho hoàng tử. Hoàng tử sau đó được đặt tên là Tất-đạt-đa (Siddhārtha) - nghĩa là "toại nguyện".
Kinh Bản Sinh (Jataka) ghi về nhân duyên làm thân mẫu Phật của bà Maya như sau: cách đây 91 đại kiếp Trái đất, đã có 1 vị Phật tên là Vipassī (Phật Tỳ Bà Thi) ra đời. Có một công chúa đã cúng dường Phật Tỳ Bà Thi với lòng chí thành và ước nguyện rằng trong tương lai, cô sẽ được làm mẹ của 1 vị Phật. Phật Tỳ Bà Thi đã thọ ký cho cô sẽ được như nguyện. Công chúa đó chính là tiền kiếp của hoàng hậu Maya.
Các học giả sau này thường đồng ý rằng hoàng hậu đã qua đời sau khi sinh thái tử 7 ngày, đúng như các kinh điển Phật giáo đã ghi lại. Kinh Phật còn ghi rằng bà đã tái sinh vào cõi trời Đâu Suất, nơi mà sau đó Phật đã thuyết Vi diệu pháp cho bà. Em gái bà là Mahà Pajàpati trở thành mẹ kế của thái tử.
Sau khi thái tử đắc đạo và trở thành Phật, ngài đã đến thăm mẹ ở cõi trời trong 3 tháng để thể hiện sự kính trọng và thuyết bộ kinh Vi Diệu pháp tại đây.